# نتق

رسم توضيحي للنتوق والخسفات

في الجغرافيا الطبيعية والجيولوجيا، النَّتْق (الجمع: نُتُوق) أو الضَّهْر هي كتلة صدعية مرتفعة تحدها صدوع. يوجد النتق عادة مع الخسفات. يرتفع نتق أو يظل ثابتًا، وتنخسف الخسفات الموجودة على كلا جانبي النتق. يحدث هذا غالبًا بسبب قوى التوسع التي تمزق القشرة الأرضية. قد يمثل نتق معالم مثل الهضاب أو الجبال أو النتوءات الجبلية على جانبي الوادي. يمكن أن يتراوح حجم النتوق من كتل صدعية صغيرة، إلى أقاليم كبيرة من القارة المستقرة التي لم تنثني أو تتشوه بفعل القوى التكتونية.